# Saint Louis County, Minnesota
Saint Louis County är ett administrativt område i delstaten Minnesota i USA. År 2010 hade countyt 200 226 invånare. Den administrativa huvudorten (county seat) är Duluth. Countyt är det största i Minnesota, och även det största öster om Mississippifloden. 
Delar av Voyageurs nationalpark ligger i countyt.

## Politik
Saint Louis County röstar i regel på demokraterna. Demokraternas kandidat har vunnit countyt i samtliga presidentval sedan valet 1932, vilket gör det till ett av de starkaste fästena i Minnesota för demokraterna. I valet 2016 gjorde dock demokraterna sitt sämsta resultat i countyt sedan 1932 efter att ha fått 51,4 procent av rösterna mot 39,7 för republikanernas kandidat.

## Geografi
Enligt United States Census Bureau har countyt en total area på 17 767 km². 16 123 km² av den arean är land och 1 644 km² är vatten.      

### Angränsande countyn
- Lake County - öst
- Douglas County, Wisconsin - sydost
- Carlton County - söder
- Aitkin County - sydväst
- Itasca County - väst
- Koochiching County - nordväst
- Ontario, Kanada - norr

### Städer
- Aurora
- Babbitt
- Biwabik
- Brookston
- Buhl
- Chisholm
- Cook
- Duluth
- Ely
- Eveleth
- Floodwood
- Gilbert
- Hermantown
- Hibbing
- Hoyt Lakes
- Iron Junction
- Kinney
- Leonidas
- McKinley
- Meadowlands
- Mountain Iron
- Orr
- Proctor
- Rice Lake
- Tower
- Virginia
- Winton